# 陈乐
陈乐（1975年1月28日—），笔名猫小乐，是中国知名的漫画家，曾在新京报、漫画派对等漫画专栏连载作品。

## 经历
陈乐1975年出生于吉林省通化市，1996年毕业于四平师范学院（现吉林师范大学），1999年因为妻子周华颖收到青岛大学教师聘书而定居山东青岛。同年开始尝试原创漫画，2000年陈乐放弃了广告公司的工作，开始做职业漫画家。由于当时正是本土漫画崛起之时，半年后陈乐的所赚稿费就超过了妻子的收入。因四格漫画作品《猫3狗4》而走红。2001年年底，云南教育出版社主动找到陈乐，商谈漫画合作事宜，陈乐便开始在《漫画派对》连载《阿衰on line》。连载几期后反响十分不错。一年后《阿衰on line》集结出版单行本，第一本便印刷了两万册，之后一本比一本印的多，陈乐也赚得许多名气。2007年3月开始在天涯社区以涂老鸦的笔名连载《小老爷们那点事儿》，真实的描写了上世纪70年代生人性成长的故事，一经推出就大受欢迎，仅一个月的时间就有上百万次的点击率，2008年3月推出实体书。此外陈乐还创作有《宝贝小猪迪》《蛐蛐龙》等。

## 主要作品
- 《阿衰on line》

《阿衰on line》描述了初中生阿衰和他的同学、老师、家长之间发生的一桩桩生活、学习中的故事。故事剧情由于紧贴时事、滑稽爆笑而深受学生的欢迎。人物包括中学生阿衰、他的同桌大脸妹、他的死党小冲、他的死对头庄酷、他的班主任老师金乘五等。《阿衰on line》从2001年起在《漫画派对》连载。
- 《猫3狗4》

围绕两个分别叫猫三和狗四的角色展开的四格幽默漫画，曾在《南方都市报》、《新京报》上连载。后推出了单行本。
- 《小老爷们那点事儿》

2007年开始在天涯社区连载的作品，以涂老鸦的笔名发表，主要描写了上世纪70年代生人性成长的故事。2008年由北京磨铁文化公司出版实体书。由于漫画多次出现诸如主人公梦到裸体女郎、靠看色情片学习性知识、在被窝里翻阅黄色书籍等描写，引起了许多争议。
- 《猫小乐漫画课堂》

在《漫画派对》上连载，主要用漫画的形式教读者学习漫画绘画的技巧。
- 《得瑟二鸟》

在《漫画派对》上连载，讲述两只叫得瑟李和磨叽王的鸟类试图干出一番事业的幽默漫画，漫画中的角色几乎都是用中国北方的方言命名的。

## 荣誉
- 2011年第六届中国作家富豪榜漫画作家富豪榜 第四位
- 2012年第七届中国作家富豪榜漫画作家富豪榜 第六位